# یوری گازینسکی
یوری الکساندروویچ گازینسکی (روسی: Юрий Александрович Газинский؛ زادهٔ ۲۰ ژوئیهٔ ۱۹۸۹) فوتبالیست اهل روسیه است.
از باشگاه‌هایی که در آن بازی کرده‌است می‌توان به باشگاه فوتبال کراسنودار و باشگاه فوتبال تورپدو مسکو اشاره کرد.
وی همچنین در تیم ملی فوتبال روسیه بازی کرده‌است. گازینسکی در دقیقه ۱۲ بازی روسیه و عربستان اولین گل جام جهانی ۲۰۱۸ روسیه را به ثمر رساند.

## گل ملی
|   | تاریخ        | میزبان                       | رقیب          | زده | پایانی | رقابت          |
| - | ------------ | ---------------------------- | ------------- | --- | ------ | -------------- |
| ۱ | ۱۴ ژوئن ۲۰۱۸ | ورزشگاه لوژنیکی, مسکو, روسیه | عربستان سعودی | ۰-۱ | ۰-۵    | جام جهانی ۲۰۱۸ |